# Alberto Fernández de la Puebla
Alberto Fernández de la Puebla Ramos (Madrid, 17 novembre 1984) è un ex ciclista su strada spagnolo.
Nel 2009 è stato trovato positivo all'EPO in seguito ad un controllo domiciliare effettuato nel mese di ottobre, e conseguentemente squalificato per due anni.

## Palmarès

### Strada
- 2005 (Saunier Duval Under-23, una vittoria)

Subida a Gorla
- 2007 (Saunier Duval-Prodir, due vittorie)

3ª tappa Vuelta a Asturias (Cafés Toscaf > Alto del Acebo)
2ª tappa Euskal Bizikleta (Eibar > Tolosa)

## Piazzamenti

### Grandi Giri
- Giro d'Italia

2009: 165º
- Vuelta a España

2007: ritirato (7ª tappa)

### Classiche monumento
- Liegi-Bastogne-Liegi

2008: 27º
- Giro di Lombardia

2009: 24º